# Martha Schwartz
Martha Schwartz (Filadelfia, 21 novembre 1950) è un architetto del paesaggio statunitense.

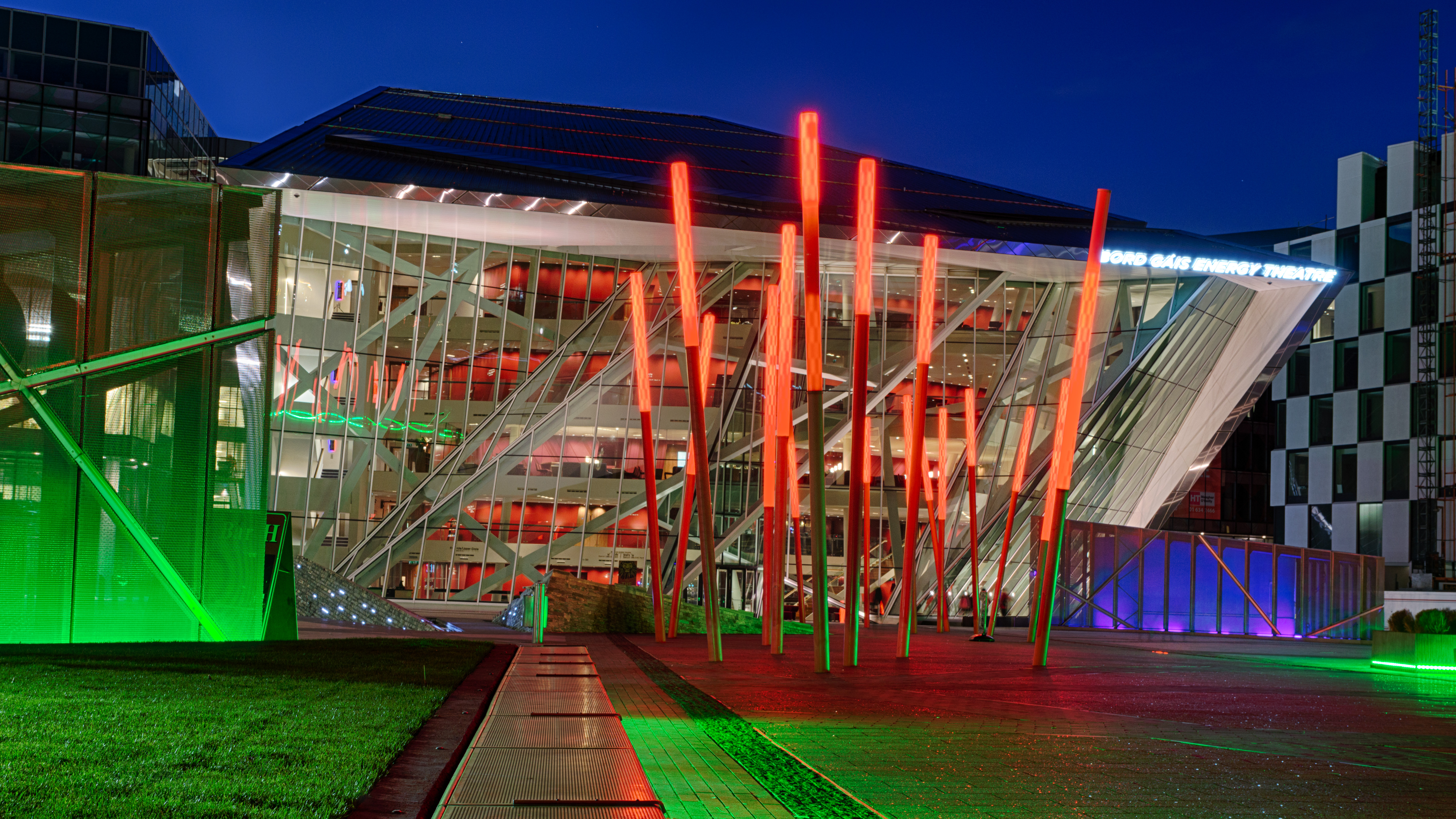
Veduta notturna del Grand Canal Square Plaza, progettato da Martha Schwartz di fronte al Bord Gáis Energy Theatre di Dublino (Irlanda)

Nel 1973 consegue la laurea in Belle Arti all'Università del Michigan e successivamente compie studi di architettura del paesaggio prima nella medesima Università e poi alla Scuola di Design di Harvard. Lavora dal 1976 al 1982 nello studio associato Sasaki, Walker and Associates (SWA) a Boston, e dal 1984 al 1990 nello studio Peter Walker/Martha Schwartz Landscape Architects con uffici a New York e San Francisco. Nel 1990 fonda lo studio Martha Schwartz Partners con sedi a Cambridge, Massachusetts e Londra, Regno Unito.
Il suo metodo progettuale, sempre sostenuto da una coerente cultura tecnologica, sia nel trattamento di spazi urbani di piccole dimensioni sia nella modellazione paesaggistica di più ampie porzioni di territorio, prevede l'esasperazione formale del segno simbolico che talvolta diventa vera e propria scultura fantastica. Riprendendo con spregiudicatezza le categorie pop, utilizza elementi riconoscibili per raggiungere risultati spesso spiazzanti e pieni di ironia.

## Opere principali
- Marina Linear Park a San Diego, con Peter Walker
- Splice Garden a Cambridge
- Jailhouse Garden a Seattle
- Corte del Rio Shopping Center ad Atlanta
- Jacob Javits Plaza a New York
- United States Courthouse Plaza a Minneapolis
- HUD Plaza Improvement a Washington
- Spazi esterni del complesso residenziale Nexus Kashi III, Fukuoka
- Spazi esterni dei Gifu Kitagata Apartments
- 36th Street Wall al Miami International Airport
- Spazi esterni del Center for Innovative Technology a Herndon
- Exchange Square a Manchester
- Coventry Civic Squares